# När svärmor regerar
När svärmor regerar är en svensk dramafilm från 1914 i regi av Mauritz Stiller. Trots att den premiärvisades först 1914 var det Stillers allra första film, inspelad i maj 1912

## Handling
Elias håller på med sin predikan, som han ska hålla dagen efter då biskopen kommer på besök. Han blir hela tiden störd och till råga på allt flyttat svärmor in och tar kommandot i prästgården.

## Om filmen
Filmen premiärvisades 2 februari 1914 på biograf Regina i Stockholm. Inspelningen av filmen skedde vid Svenska Biografteaterns ateljé på Lidingö av Henrik Jaenzon.
Som förlaga har man den finländske författaren Gustaf von Numers pjäs Pastor Jussilainen från 1895. Pjäsen spelades på Lilla Teatern i Stockholm 1911 med Jenny Tschernichin-Larsson som regissör och Stiller i titelrollen som pastor Elias. När pjäsen blev en stor publikframgång, döpte om den till Svärmor kommer. Pjäsen Pastor Jussilainen har senare filmats i Finland i regi av Matti Kassila, med Edvin Laine i titelrollen. Filmen är barntillåten.

## Roller i urval
- Mauritz Stiller - Elias, pastor
- Lilly Jacobsson - Evelina, hans hustru
- Jenny Tschernichin-Larsson - Evelinas mor, länsmanska
- Lili Ziedner - Mari, piga hos Elias
- Anna Bodén - Lindgrenskan, skurkärring